# 新兴街道 (安达市)
新兴街道，是中华人民共和国黑龙江省绥化市安达市下辖的一个乡镇级行政单位。

## 行政区划
新兴街道下辖以下地区：
引嫩社区、和平社区、兴安社区、金牛社区、北方社区、新兴社区、利达社区、花园社区和绿色家园社区。